# Universidade de Gurupi
A Universidade de Gurupi (UnirG) é uma instituição pública de ensino superior, situada no município de Gurupi, na região sul do estado do Tocantins. Mantida e representada pela Fundação UnirG - entidade de direito público detentora de mesmo regramento jurídico dispensado às autarquias.
A UnirG é a maior instituição de ensino superior do sul do Tocantins, com aproximadamente 5100 alunos matriculados em cursos de graduação e pós-graduação. Ademais, também é o quarto maior orçamento público do estado[carece de fontes?], além de ser uma das maiores instituições empregadoras do Tocantins, possuindo atualmente 392 professores e 553 funcionários, entre técnicos administrativos e estagiários.
Constituída por dois campus, estando o Campus I localizado no Parque das Acácias e o Campus II situado no Setor Central, ambos em Gurupi, a UnirG oferece ensino, pesquisa e extensão nas mais diversas áreas do conhecimento humano.

## História
A atual UnirG é parte de um processo histórico que iniciou sua trajetória como faculdade isolada, em 15 de fevereiro de 1985, então denominada Faculdade de Filosofia e Ciências Humanas de Gurupi (FAFICH), mantida pela Fundação Educacional de Gurupi (FEG). No período compreendido entre 1985 a 1992, eram ofertados apenas dois cursos de graduação, a saber: Direito em turno noturno e Pedagogia. A partir de 1992, no entanto, com a realização da primeira eleição para diretoria acadêmica, foram implementados os cursos Administração e Ciências Contábeis, saindo de um patamar de cerca de 200 acadêmicos para 602 no total e com uma estrutura física constituída por vinte salas de aula.

### Primeiros anos
Em 1999, a FAFICH  já contava com 1157 alunos matriculados e 1649 já diplomados. As instalações físicas consistiam de 23 salas de aula climatizadas; auditório; biblioteca; laboratórios dos cursos de Direito, Administração e Ciências Contábeis; 11 salas para uso administrativo; rede de computadores; provedor local de Internet; e equipamentos audiovisuais, todos com o objetivo de garantir qualidade no desenvolvimento das atividades. Nesse mesmo ano, foram criados os cursos emergenciais de História, Matemática e Letras para atender professores da rede municipal de Gurupi e de localidades adjacentes. Da execução deste projeto resultou a criação e a respectiva autorização para oferta regular do curso de Letras com a habilitações em Língua Portuguesa e Língua Inglesa. A oferta do curso de Direito em turno matutino foi também viabilizada nesse ano.
Em 2000, em sua ordem, a FAFICH dava outro passo importante como indicador de sua expansão, igualmente motivada para atendimento das demandas locais, sendo autorizada a oferta do curso de Licenciatura em Educação Física.
A inserção da pesquisa foi institucionalizada pela primeira vez em 2000, por meio da criação de uma Coordenadoria de Pesquisa e Extensão (COPPEX), cujo objetivo era definir e gerenciar o programa institucional de pesquisa e extensão por meio da formação e capacitação de recursos humanos e do desenvolvimento de projetos de pesquisa. Nesse mesmo ano, sob estas condições, teve seu primeiro marco histórico: a realização da I Mostra de Produção Científica, que ainda teria outras três versões. Nessa época, a FAFICH contava com os seis cursos de graduação já citados e 1291 alunos orientados por 65 professores.
O processo de maior democratização da gestão teve seu marco em 2001, a partir da realização da primeira eleição para diretoria acadêmica, apresentando os sinais de maior autonomia acadêmica mantida frente à fundação mantenedora. Nesse mesmo ano, foram criados os cursos de Ciência da Computação, Comunicação Social – Jornalismo, Fisioterapia e Odontologia. A FAFICH passou a contar, portanto, com 10 cursos, juntos a 1811 discentes e 78 docentes.
Em 2002, foram criados os cursos de Enfermagem e Medicina. Dessa forma, a instituição passou então a ter 13 (treze) cursos, frequentados por 3449 alunos e ministrados por 110 docentes.

### Primeira mudança de categoria

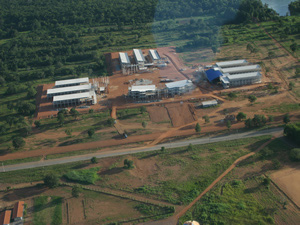
Vista aérea do Campus II da UnirG, em 2008, em construção.

Em 2003, a FAFICH teve sua denominação alterada para Faculdade UnirG, a esta altura com 3323 alunos matriculados e 159 docentes. Nessa mesma ocasião, criada a habilitação em Publicidade e Propaganda do curso de Comunicação Social.
Em 2004, com os 13 cursos e seus 3980 alunos e 213 professores, houve a reestruturação do Estatuto da FEG, que passou a se chamar Fundação UnirG e a ter a estrutura administrativa reformulada, com redefinição da sua missão institucional compartilhada pela Faculdade UnirG. Para tanto, houve a liberação de docentes para capacitação e estimulou-se a captação de recursos externos com vistas à execução de projetos de extensão e pesquisa.

### Como centro universitário
Em 2008, por fim, a evolução da Faculdade UnirG evidenciou um passo fundamental na história institucional, aprimorando a boa qualidade do ensino oferecido, comprovada por processos avaliativos, pela qualificação do seu corpo docente e pelas condições de trabalho acadêmico oferecido à comunidade universitária. Assim credenciada, o Centro Universitário UnirG passou a desfrutar de autonomia para, entre outras
ações, criar e organizar, em sua sede, cursos e programas de educação superior.

### Elevação à universidade
Após 33 anos de fundação, a UnirG recebeu o credenciamento como universidade em 3 de setembro de 2018, após publicação do parecer nº 296/2018, de 20 de agosto de 2018, do Conselho Estadual de Educação do Tocantins (CEE/TO), no Diário Oficial do Estado do Tocantins. O decreto de elevação, n° 5.861, foi assinado no dia 17 de setembro de 2018, em cerimônia onde estiveram presentes a reitoria Drª Lady Sakay e professores da Instituição, para presenciar o momento da assinatura pelo governador do estado Mauro Carlesse. O credenciamento como Universidade têm validade de cinco anos, período em que a universidade estará sob supervisão do CEE/TO.

## Graduação
A UnirG fornece atualmente 16 cursos de graduação, cada um deles subordinado a sua respectiva unidade coordenadora. Os cursos são subdivididos em quatro grandes áreas, a saber Ciências Biológicas e da Saúde, Ciências Exatas e da Terra, Linguística e Ciências Sociais Aplicadas e Ciências Humanas.